# Constantin Film
A Constantin Film AG német filmstúdió. Székhelye Münchenben található. Tevékenysége öt részre bontható. Ismertebb filmjei a Fák jú, Tanár úr!, és annak folytatásai. A trilógia a legsikeresebb német filmsorozatnak számít. Nemzetközi szinten a Resident Evil filmsorozatról ismert a stúdió, amely 1.2 milliárd dolláros bevétellel rendelkezik világszerte, és a legnagyobb videojátékon alapuló filmsorozat. A stúdió Shadowhunters című sorozata 2018-ban négy People's Choice Award-ot nyert.

## Története
A céget eredetileg Constantin Filmverleih GmbH néven alapították 1950. április 1.-jén, Nyugat-Németországban. Alapítói Preben Philipsen és Waldfried Barthel voltak. A cég eleinte a Columbia Pictures és a United Artists filmjeit forgalmazta, majd elkezdett saját filmeket gyártani.
Az ötvenes-hatvanas években népszerű filmstúdiónak számítottak, a népszerű filmek forgalmazása miatt, illetve tehetséges színészekkel is dolgoztak, például Joachim Fuchsbergerrel vagy Heinz Drache-vel. Népszerűséget hozott nekik a Jerry Cotton filmsorozat is.:82–87
1964-ben Constantin Film GmbH lett a cég neve. 1965. július 1.-jén a Bertelsmann lett a stúdió többségi tulajdonosa. 1969-ben eladta a részesedését.:86–87 A cég 1977 októberében végül csődöt jelentett.
Bernd Eichinger és Bernd Schaefers 1979-ben Neue Constantin Film néven újraalapították a céget. Eichinger a cég egyik vezérigazgatója és részvényese volt, egészen 2011-ben bekövetkezett haláláig. 1999-ben elkezdtek kereskedni a német tőzsdén.